# Moanes Dabour
Moanes Dabour (Hebreeuws: מואנס דאבור) (Nazareth, 14 mei 1992) is een Israëlisch voetballer die doorgaans als aanvaller speelt. Hij tekende in januari 2020 een contract tot medio 2024 bij 1899 Hoffenheim, dat €12.000.000,- voor hem betaalde aan  Sevilla FC. Dabour debuteerde in 2014 in het Israëlisch voetbalelftal.

## Clubcarrière
Dabour speelde in de jeugd bij Maccabi Ahi Nazareth en Maccabi Tel Aviv. In 2011 maakte hij zijn profdebuut voor Maccabi Tel Aviv. In zijn eerste seizoen maakte hij 8 doelpunten in 26 competitieduels. Het seizoen erop maakte hij twee doelpunten meer. In zijn derde seizoen voor Maccabi Tel Aviv werd hij tijdens de winterstop verkocht aan het Zwitserse Grasshopper. Op 16 februari 2014 debuteerde hij voor zijn nieuwe club in de Zwitserse Super League, tegen FC St. Gallen. Hij viel in tijdens de rust voor Amir Abrashi en scoorde twee keer voor Grasshopper. Met negentien treffers werd hij in het seizoen 2015/16 topscorer van de Super League.
Dabour verruilde Salzburg in juli 2019 voor Sevilla FC. Dat zette hem vooral in tijdens wedstrijden in de Europa League. Zes maanden en twee invalbeurten in de Primera División later verliet hij Spanje en tekende hij tot medio 2024 bij 1899 Hoffenheim.

## Interlandcarrière
Dabour maakte drie doelpunten in zeven interlands voor Israël –19. In 2011 debuteerde hij voor Israël –21, waarvoor hij dertien keer  scoorde in 22 wedstrijden. Hij nam met Israël –21 deel aan het EK –21 van 2013, dat gehouden werd in Israël zelf. Dabour maakte op 1 januari 2014 onder leiding van bondscoach Eli Guttman zijn debuut in de nationale ploeg, in een oefeninterland tegen Honduras (2-4) in Houston. Hij viel in dat duel na 61 minuten in voor Omer Damari. Zijn eerste interlanddoelpunt volgde op 3 september 2015. Hij schoot toen de 4–0 binnen in een met diezelfde cijfers gewonnen kwalificatiewedstrijd voor het EK 2016 tegen Andorra.

## Erelijst
| Competitie           |                  |                           |                  |                  |
| Competitie           | Aantal           | Jaren                     |                  |                  |
| Maccabi Tel Aviv     | Maccabi Tel Aviv | Maccabi Tel Aviv          | Maccabi Tel Aviv | Maccabi Tel Aviv |
| -------------------- | ---------------- | ------------------------- | ---------------- | ---------------- |
| Kampioen Ligat Ha'Al | 1x               | 2012/13                   |                  |                  |
| Red Bull Salzburg    |                  |                           |                  |                  |
| Kampioen Bundesliga  | 3x               | 2016/17, 2017/18, 2018/19 |                  |                  |
| Beker van Oostenrijk | 1x               | 2018/19                   |                  |                  |

Individueel
- Topscorer Zwitserse Super League: 2015/16
- Topscorer Oostenrijkse Bundesliga: 2017/18, 2018/19

1 Baumann  ·
2 Hranáč ·
3 Kadeřábek ·
4 Østigård ·
5 Kabak ·
6 Prömel ·
7 Bischof ·
8 Geiger ·
9 Bebou ·
13 Lenz ·
14 Orban ·
15 Gendrey ·
16 Stach ·
17 Tohumcu ·
18 Samassékou ·
19 Jurásek ·
20 Becker ·
21 Bülter ·
22 Prass ·
23 Hložek ·
25 Akpoguma ·
26 Tabaković ·
27 Kramarić ·
29 Touré ·
32 Busk ·
33 Moerstedt ·
34 N'Soki ·
35 Chaves ·
36 Petersson ·
52 Mokwa ·
53 Yardımcı ·
Coach: Ilzer
· Assistent-coach: Hübner
· Keeperstrainer: Stolz